# Pottsiella erecta
Pottsiella erecta är en mossdjursart som först beskrevs av Thomas Henry Potts 1884.  Pottsiella erecta ingår i släktet Pottsiella och familjen Pottsiellidae. Inga underarter finns listade i Catalogue of Life.